# زیردریایی یو-۲۸۹
زیردریایی یو-۲۸۹ (به انگلیسی: German submarine U-289) یک زیردریایی بود که طول آن ۶۷٫۱ متر (۲۲۰ فوت ۲ اینچ) بود. این زیردریایی در سال ۱۹۴۳ ساخته شد.